# Thérèse Coffey
Thérèse Anne Coffey (Billinge, 18 de noviembre de 1971) es una política británica, que se desempeñó como vice primera ministra del Reino Unido entre septiembre y octubre de 2022.  Fue también la Secretaria de Estado de Salud y Asistencia Social del Reino Unido desde septiembre de 2022 hasta octubre del mismo año. Trabajo como Secretaria de Estado de Medio Ambiente, Alimentación y Medio Rural del Reino Unido desde octubre de 2022 hasta noviembre de 2023. Miembro del Partido Conservador, ha sido Miembro del Parlamento por Suffolk Coastal desde 2010.
Coffey sirvió bajo la primera ministra Theresa May como subsecretaria de Estado Parlamentario en el Departamento de Medio Ambiente, Alimentación y Asuntos Rurales de 2016 a 2019, antes de servir bajo el primer ministro Boris Johnson como Ministro de Estado en el mismo departamento de julio a septiembre de 2019. Después de que Amber Rudd renunciara al gabinete de Johnson, Coffey fue designado para el cargo de secretario de Estado de Trabajo y Pensiones en septiembre de 2019. La primera ministra Liz Truss la nombró vice primera ministra y secretaria de Salud. Coffey es la primera mujer en ocupar el cargo de vice primera ministra.

## Biografía
Coffey nació el 18 de noviembre de 1971 en Billinge, Lancashire; creció en Liverpool. Asistió a St Mary's College, Rhos on Sea y St Edward's College, Liverpool.
Asistió al Somerville College, Oxford, donde estuvo involucrada con la Unión de Oxford. Luego asistió al University College London, donde obtuvo un doctorado en química en 1998. Después de graduarse, Coffey trabajó en varios roles para Mars, Incorporated, incluido el de directora financiera de Mars Drinks UK, luego trabajó para la BBC como gerente financiera en la división de Propiedades.
Coffey se presentó como candidato del Partido Conservador por Wrexham en las elecciones generales de 2005 . Quedó tercera con 6.079 votos (20% de los votos).
En las elecciones al Parlamento Europeo de junio de 2004, Coffey se presentó a las elecciones al Parlamento Europeo por el Sudeste de Inglaterra. El Partido Conservador obtuvo el 35,2% de los votos, lo que le otorga cuatro escaños, pero Coffey quedó séptima en la lista en este sistema de representación proporcional, lo que significa que no resultó electa.
En 2009, en las próximas elecciones europeas, Coffey vivía en Andover, Hampshire; se perdió por un lugar al ser elegida para el Parlamento Europeo por el sureste de Inglaterra. El Partido Conservador obtuvo el 34,79% de los votos, lo que le otorgó cuatro escaños, pero quedó quinta en la lista del partido.

## Trayectoria parlamentaria
Después de ser seleccionado el 6 de febrero de 2010 para presentarse como el candidato conservador de Suffolk Coastal, Coffey se mudó de Hampshire a Westleton. David Miller, vicepresidente de los demócratas liberales locales, planteó preguntas sobre el estado de su residencia allí, afirmando con referencia a su propiedad de Westleton que "la dirección en la que reside actualmente la Sra. Coffey es un alquiler de vacaciones". Es propietaria de un piso y en parte es propietaria de una casa, ambos en Hampshire, y tiene el arrendamiento de una casa en Westleton.
En las elecciones generales de 2010 fue elegida por Suffolk Coastal, convirtiéndose en la primera mujer diputada del distrito electoral. Coffey recibió 25.475 votos (46,4% de los votos), un aumento del 1,8% en la campaña de 2005 de John Gummer. Es partidaria del Free Enterprise Group.
Coffey fue miembro del Comité de Cultura, Medios y Deportes desde julio de 2010 hasta octubre de 2012, cuando fue nombrada secretaría privada parlamentaria de Michael Fallon, ministro de Negocios y Energía. En julio de 2014, fue nombrada asistente del látigo del Gobierno.
En 2013 votó en contra de la legalización del matrimonio entre personas del mismo sexo y afirmó: "Voy a votar en contra del proyecto de ley porque mi perspectiva sobre lo que realmente es el matrimonio es diferente de la de algunos otros miembros... para mí se trata fundamentalmente de familia, la base de la sociedad". Volvió a votar en contra del matrimonio entre personas del mismo sexo en 2019 cuando el Parlamento consideró la misma cuestión para Irlanda del Norte.
Fue nombrada líder adjunta de la Cámara de los Comunes el 11 de mayo de 2015.
En la Cámara de los Comunes formó parte del Comité de Auditoría Ambiental desde septiembre de 2017 hasta noviembre de 2019.

#### Secretaria de Estado de Trabajo y Pensiones
Tras la renuncia de Amber Rudd en septiembre de 2019, Coffey se unió al Gabinete como Secretario de Estado de Trabajo y Pensiones. Coffey retuvo su puesto en la reorganización del gabinete de febrero de 2020 de Johnson.
Coffey fue directora de campaña de Liz Truss en las etapas parlamentarias de las elecciones de liderazgo del Partido Conservador de 2022. Permaneció en un papel de campaña en la etapa de votación de los miembros de la elección.

## Vida personal
Coffey es una persona reservada en su vida personal. Es soltera. Su hermana Clare ha trabajado en su oficina parlamentaria como secretaria desde 2015. Coffey es católica.
Coffey es una ávida fanática del fútbol y apoya al Liverpool. Ella firmó un Early Day Motion en 2011 establecido por el diputado laborista de Liverpool Walton, Steve Rotheram, solicitando el título de caballero para Kenny Dalglish. Le gusta la jardinería y la música.